# Emprèstit
Un emprèstit, és un deute financer a llarg termini, mentre que els deutes a mitjà i curt termini són anomenats habitualment «crèdits». Un emprèstit és un deute resultant de la concessió de préstecs reemborsables a termini que participen, en concurrència amb els capitals adequats, a la cobertura de necessitats de finançament duradors de l'empresa. Les empreses solen recórrer a l'emissió d'obligacions quan la quantitat de recursos que els hi cal obtenir és elevada

## Concepte
Una empresa necessita disposar d'uns recursos financers per desenvolupar la seva activitat de producció, distribució o serveis, que permeten el finançament de les inversions en els diferents actius. El finançament intern o recursos propis generalment resulten insuficients per afrontar la totalitat de les necessitats financeres, i per això l'empresa ha de recórrer al finançament extern, mitjançant altres institucions o agents econòmics i pot adoptar diverses modalitats. Es pot optar per augmentar el capital social, amb emissió d'accions, no representaria un augment de la posició deutora. En el cas en què la captació de fons externs suposa un augment de la posició deutora hi ha els préstecs i crèdits. Els préstecs i crèdits suposen un deute per l'empresa que haurà de reemborsar, junt amb els interessos convinguts en el termini pactat. Aquests capitals aliens es poden aconseguir de les institucions financeres, o emetent obligacions. En general, s'anomenen préstecs en el cas que la suma total dels recursos s'obté d'un sol creditor i emprèstits en el cas que els recursos es fraccionin entre diversos creditors. Els préstecs a mitjà i llarg termini s'utilitzen per finançar les inversions amb rendibilitat distribuïda al llarg dels anys o que fins i tot poden tardar un cert període a produir rendiments. Els recursos financers que l'empresa col·loca en actius fixos són alliberats per les amortitzacions i això implica un mitjà o llarg termini. Les fonts de finançament es troben en el passiu del balanç de l'empresa.
Un emprèstit és, doncs, un tipus de préstec peculiar, format per un conjunt de préstecs agregats. Es tracta d'un conjunt de préstecs homogenis d'igual quantia i amortitzats amb la mateixa contraprestació. La participació del prestador consta fragmentada, amb una pluralitat de subjectes que intervenen en l'operació col·lectivament, tot i que es manté la unitat de l'operació financera i també la del subjecte passiu prestatari. Els drets de crèdit del col·lectiu prestador consten dividits en parts alíquotes. Els títols valor s'anomenen obligacions,quan són a llarg termini i bons o cèdules si són a mitjà termini Permet aconseguir grans masses financeres, amb dilució de quantia i risc per al prestador, que facilita també l'entrada a subjectes amb reduïda capacitat d'estalvi, amb liquiditat dels títols, per la possibilitat de negociació, i aconseguint llargs terminis de finançament. Si l'empresa vol arribar a un nombre important de subscriptors de títols recorrerà a intermediaris financers, com a distribuïdors especialitzats, per tal d'assessorar i facilitar el trànsit dels fons en el moment de l'emissió i en l'amortització i cobrament d'interessos.

### El cost del finançament
El cost de l'endeutament, tant sigui d'un préstec com de l'emissió d'un emprèstit, és la taxa de descompte que iguala la quantia neta rebuda pel prestatari amb la suma del valor actual de tots els pagaments futurs que incorporen la devolució del principal i els interessos meritats. En tractar-se d'emissions a llarg termini, pot ser que les condicions s'alterin respecte al moment d'emissió inicial i, per tant, el cost. Les causes que poden provocar la modificació del cost de l'endeutament poder ser pels canvis dels tipus d'interès de l'economia i per l'alteració del risc dels emissors, com pot ser un possible risc d'insolvència, fet que altera el valor de les obligacions, amb una correcció a la baixa i, per tant, el tipus d'interès s'incrementa amb la prima de risc d'insolvència. Hi ha empreses especialitzades a valorar la qualitat creditícia dels emissors, tant d'ens públics com d'empreses, com Moodys, S&P Global Ratings o Fitch Ratings.

### Característiques
Des del punt de vista jurídic i econòmic l'emprèstit es caracteritza per:
- Unitat: L'emprèstit constitueix un únic préstec.
- Col·lectiu: el prestador està format pel conjunt de tots els inversors que participen en l'emprèstit.
- Llarg termini: l'emissió del préstec es fixa en una amortització a llarg termini, fet que facilita l'amortització i finançament de l'emissor del deute.
- Quantia: l'import de l'emprèstit és superior al que normalment s'aconseguiria amb altre tipus de préstec, permet el finançament de grans operacions.
- Negociable: Hi ha possibilitat d'anar al mercat financer, garantint la negociabilitat.

L'emissió i la subscripció de l'emprèstit originen despeses que afecten tant el prestatari com a l'emissor. L'emissió es pot fer amb el valor nominal (a la par), pot ser inferior (al descompte) o superior (amb prima), modificant la rendibilitat i els tants efectius de l'emissor i subscriptor, afectant la quantia obtinguda.Els interessos poden generar modalitats especials, com el cupó fraccionat, sense pagament de l'últim cupó, afecten la rendibilitat i a les quotes d'interès. Pel que fa a les formes d'amortització i reemborsament de títols, la més simple és l'amortització pel nominal que consta en el títol, s'anomena amortització a la par. Altres més complexes, com amortització amb primes, fixes o variables, convertible, per sorteig, a perpetuïtat, entre d'altres. Per evitar que hi hagi un elevat volum d'obligacions vives en el període de durada de l'emprèstit es pot plantejar una amortització periòdica. Cal tenir present, però, que el mercat financer tendeix a demanar emprèstits sense amortització esglaonada i, per tant, on l'inversionista sap quina és la rendibilitat de la inversió sense aleatorietat del moment d'amortització.

### Amortització i tipus d'interès
Segons el tipus de les anualitats que amortitzen els emprèstits poden ser:
- Emprèstits d'anualitat constant i tipus d'interès constant.
- Emprèstits d'anualitat variable i tipus d'interès constant.
- Emprèstits d'anualitats i tipus interès variable.

En funció de la forma de pagament dels interessos, es distingeixen emprèstits:
- Amb pagament d'interessos postpagables[15] i vençuts.
- Pagament d'interessos anticipats.
- Pagament d'interessos en l'amortització.

## Quadre d'amortització d'un emprèstit
Les variables d'un préstec es poden recollir ordenadament per cada interval o període, formant el quadre d'amortització de l'emprèstit:
| tr | ar | Ir         | △r        | Cr    | Mr | Nr |
| 0  |    |            |           | C N1  |    |    |
| 1  | a1 | N1 C i1    | N1△1+M1C1 | C1 N2 | M1 | N1 |
| 2  | a2 | N2 C1 i2   | N2△2+M2C2 | C2 N3 | M2 | N2 |
| r  | ar | Nr Cr-1 ir | Nr△r+MrCr | Cr Nr | Mr | Nr |
| n  | an | Nn Cn-1 in | Nn△n+MnCn | 0     | Mn | Nn |

- tr és l'extrem de l'interval del temps.
- ar representa l'anualitat d'amortització de l'emprèstit. Correspon a la dotació realitzada per l'emissor, amb la finalitat de pagar els interessos del capital pendent de tornar en el tr-1, generats en l'últim període [tr-1, tr] i la cancel·lació dels títols amortitzats en el període Mr, en cas d'amortització esglaonada.
- Ir és la part de l'anualitat que es destina al pagament dels interessos del capital pendent d'amortització, és a dir, la quota d'interessos del període. tr.
- △r, és la quota d'amortització. Quantia de l'anualitat ar de l'emprèstit que es destina a amortitzar els títols, en el cas d'amortització esglaonada.
- C0 (C N1), quantia de l'emprèstit, calculada com valor nominal de cada títol (N) pel nombre de títols emesos.
- Mr, nombre d'obligacions amortitzades en el període r.
- Nr+1, nombre de títols vius al començament del periode tr. En el període t0 el nombre de títols vius és el nombre de títols emesos.[10]

## Tipologia
És possible distingir dos tipus d'emprèstits:
- Un emprèstit indivís efectuat amb un únic prestador (generalment un establiment financer).
- Un emprèstit obligatori que neix de l'emissió de les obligacions financeres repartides entre diversos prestadors. Està reservat a grans empreses.

El terme d'emprèstit és un antònim préstec per qui proporciona el diner. Per al prestador és un crèdit, per al qui fa l'emprèstit és un deute.
L'emprèstit permet el finançament preservant el dret de propietat del qui fa l'emprèstit.
Hi ha sempre una capacitat d'endeutament màxima que depèn sobretot de la renda, de l'estructura jurídica, de les garanties ofertes, però també de l'empresa, de la rendibilitat, del muntant de capital propi. En funció dels països la llei limita la taxa d'endeutament màxim (susceptible de generar fortes rendibilitats, vegeu subprime) a fi de limitar les situacions de sobreendeutament generant una pèrdua de confiança en el mercat i un augment del risc col·lectiu.

### Assegurat
Un préstec assegurat és una forma de deute en què el prestatari diposita algun actiu (per exemple, un cotxe, una casa) com a garantia.
Una hipoteca és un tipus de préstec molt comú que moltes persones utilitzen per comprar propietats residencials o comercials. Al prestador, normalment una institució financera, se li proporciona una garantia: un dret de retenció al títol de la propietat fins que la hipoteca estigui totalment pagada. En el cas de les hipoteques, si el prestatari no compleix amb les obligacions del préstec, el banc tindrà el dret legal de confiscar la casa i vendre-la per recuperar les quantitats degudes per ella.
De la mateixa manera, un préstec agafat per comprar un cotxe pot estar garantit pel cotxe. El termini del préstec és molt més curt, sovint s'ajusta a la vida útil del cotxe. Hi ha dos tipus de préstecs per a automòbils: directes i indirectes. En un préstec per a automòbils directe, el banc presta diners directament al consumidor. En un préstec per a automòbils indirecte, el concessionari de cotxes (o una empresa associada) actua com a intermediari entre el banc o la institució financera i el consumidor.

### Sense garantir
Els préstecs sense garantia són préstecs de diners que no estan garantits pels actius del prestatari. Poden ser oferts per institucions financeres en diverses formes o en paquets de màrqueting:
- Targetes de crèdit
- Préstecs personals
- Descoberts bancaris
- Línies de crèdit
- Bons corporatius (podrien ser garantits o no garantits)
- Préstecs entre iguals

Els tipus d'interès aplicables a aquestes diferents formes poden variar segons el prestador i el prestatari. Poden estar regulats per la llei o no.
Els tipus d'interès dels préstecs sense garantia gairebé sempre són més alts que els dels préstecs garantits perquè les possibilitats del prestador sense garantia de recórrer al prestatari en cas d'incompliment estan seriosament limitades, cosa que sotmet el prestador a un risc més alt que el que es produeix en un préstec garantit.